# يوشياكي نماتا
يوشياكي نماتا (باليابانية: 沼田義明) مواليد 19 أبريل 1945 في هوكايدو، هو ملاكم محترف ياباني معتزل كان يصنف ضمن فئة وزن الريشة بدأ مسيرته الاحترافية سنة 1962. حقق بطولة رابطة الملاكمة العالمية وبطولة المجلس العالمي للملاكمة.

## إحصائيات
خاض خلال مسيرته 55 نزالا، فاز في 44 وتعادل في 3 وخسر في 8. فاز بالضربة القاضية في 12 نزالا.

## روابط خارجية
- يوشياكي نماتا على موقع بوكس ريك (الإنجليزية) (registration required)